# Florica Dimitrescu-Niculescu
Florica Dimitrescu-Niculescu (n. 4 aprilie 1928, București, România) este o lingvistă română, membru de onoare al Academiei Române din 2011.

## Educație
Florica Dimitrescu s-a născut la 4 aprilie 1928 în București. Și-a făcut studiile liceale la Școala Centrală de Fete în perioada 1939–1947.  În perioada 1947- 1951 a urmat Facultatea de Filologie a Universității București, secția română-franceză. În 1949 Alexandru Rosetti o numește preparatoare la Catedra de istorie a limbii române din cadrul Facultății de litere.  A absolvit facultatea cu diplomă de merit.
În 1954 Dimitrescu s-a înscris la aspirantură și în anul 1955 și-a susținut teza de doctorat cu titlul Locuțiunile verbale în limba română, sub coordonarea prof. Iorgu Iordan.

## Carieră
A fost cadru didactic la Universitatea din București, Facultatea de Filologie devenind conferențiar în 1961 și profesoară în 1982. A predat cursuri pe teme de limbă română contemporană, istoria limbii române, gramatică istorică, dialectologie, limbă literară, lingvistică romanică. A urmat stagii de perfecționare în Polonia și Cehoslovacia între anii 1958–1959 și a fost profesor-invitat în Germania,  Italia și Suedia.
În perioada 1964-1965 a fost primă femeie  care a ocupat funcția de pro-rector a Universității din București, iar în 1964, pentru implicarea ei în organizarea Centenarului Universității din București, a fost distinsă cu Steaua României clasa a V-a.
După ce soțul și fiul ei cer azil politic în Franța în 1985, Florica Dimitrescu-Niculescu este obligată să se pensioneze. După ce primește azil politic în Franța în 1986 ține cursuri și conferințe în Italia și la École Pratique des Hautes Études-Paris, în calitate de profesor asociat.
După revenirea în țară în 1990, a ținut cursuri la Facultatea de Litere din București și la cea din Cluj-Napoca. În 2014 devine profesor emerit al Facultății de Litere de la Universitatea din București.

## Lucrări
Selecție de lucrări publicate 
- "Dicționar de cuvinte recente", Editura Albatros, 1982[10]
- "Introducere în fonetica istorică a limbii române", Editura Științifică, 1967
- "Locuțiunile verbale în limba română", Editura Academiei R.P.R., 1958